# Comuna Anastasivka, Romnî
Anastasivka (în ucraineană Анастасівка) este o comună în raionul Romnî, regiunea Sumî, Ucraina, formată din satele Anastasivka (reședința), Iakîmovîci, Novopetrivka, Popivșciîna, Sahanske, Svitivșciîna și Zakubanka.

## Demografie
Componența lingvistică a comunei Anastasivka
     Ucraineană (97,3%)
     Rusă (2,58%)
     Alte limbi (0,06%)
Conform recensământului din 2001, majoritatea populației comunei Anastasivka era vorbitoare de ucraineană (97,3%), existând în minoritate și vorbitori de rusă (2,58%).